# Carl Ona-Embo
Carl Ona-Embo (Lille, Hauts-de-France, 8 de junio de 1989) es un baloncestista francés que actualmente se encuentra sin equipo. Con 1,88 metros de estatura, juega en la posición de base.

## Trayectoria deportiva

### Primeros años
Comenzó su andadura en el mundo del baloncesto en el Centre Fédéral de Basket-Ball, equipo auspiciado por la Federación francesa de baloncesto que agrupa a jugadores pertenecientes al Instituto Nacional del Deporte. Allí fue elegido como mejor debutante de la Nationale Masculine 1 tras promediar 11,4 puntos, 2,6 rebotes y 3,2 asistencias por partido.

### Profesional
Su debut profesional se procudiría en el Pallacanestro Biella italiano, donde en su primera temporada contó con pocos minutos de juego. Al año siguiente fue cedido al Rosalía de Castro, disputando una temporada en la LEB Oro en la que promedió 5,4 puntos y 1,9 rebotes por partido. Regresó al año siguiente a Italia, donde ya contó com más minutos de juego, disputando una temporada en la que promedió 3,7 puntos y 1,2 asistencias por encuentro.
Regresó a su país en 2010, firmando con el Union Poitiers Basket 86, de donde pasó al año siguiente al Cholet Basket, equipo por el que firmó por dos temporadas.
En 2013 fichó por el Olympique d'Antibes, regresando al Poitiers al año siguiente, en esta ocasión disputando la Pro B. Allí jugó su mejor temporada hasta entonces, promediando 15,4 puntos y 3,9 asistencias por partido.
En 2015 fichó por el JL Bourg Basket, también de la Pro B, disputando una temporada en la que promedió 7,1 puntos y 2,7 asistencias por partido.
El 25 de noviembre de 2016 fichó por los Santa Cruz Warriors de la NBA D-League, con los que debutó ese mismo día, logrando 2 asistencias y 2 rebotes en 7 minutos de juego.